# Miele (romanzo)
Miele è un romanzo dello scrittore inglese Ian McEwan, pubblicato in Gran Bretagna il 21 agosto 2012, è stato tradotto e pubblicato in Italia nella seconda metà dello stesso anno da Einaudi. Racconta la storia di Serena Frome, una ragazza della borghesia inglese, figlia di un pastore anglicano. Nella prima metà degli anni settanta, dopo la laurea a Cambridge, Serena viene reclutata dal MI5, che la coinvolge in un programma segreto per combattere il comunismo, finanziando scrittori emergenti, in funzione antisovietica. Le cose si complicano quando l'amore irrompe nella vita di Serena e del suo beneficiato.

## Personaggi
- Serena Frome - Laureata a Cambridge, figlia di un pastore anglicano che le sorelle chiamano "il Vescovo" - La migliore descrizione si trova a pagina 349 ed è del suo (forse) ex fidanzato Tom: - "Ho dovuto calarmi nella tua solitudine, abitare la tua insicurezza, vivere il tuo anelito all'approvazione dei superiori, la tua problematica sorellanza, quei leggeri accessi di snobismo, di ignoranza e vanità, la tua coscienza sociale pressoché nulla, i momenti di vittimismo e l'ortodossia in quasi ogni questione. E tutto questo senza dimenticare la tua intelligenza, la tua bellezza e la tua tenerezza, il tuo amore per il sesso e per il riso, il tuo umorismo amaro e il tuo bisogno di protezione".
- "il Vescovo" (padre di Serena) - In camicia viola celebra la messa senza essere riuscito a convincere Serena della necessità di Dio e di tutte quelle cerimonie.
- Tony Canning - Professore di Serena e suo amante, più anziano di lei le lascia un ricordo indelebile di un'estate nel Sussex e la carriera (non proprio brillante) all'MI5.
- Thomas Haley - Scrittore promettente, giovane e piacente, si innamora corrisposto di Serena e accetta la sua offerta di due anni di stipendio da parte di una fondazione che si rivelerà poi essere finanziata dall'MI5.
- Shirley Shilling - Amica di Serena, lavora con lei all'MI5 ma ne viene buttata fuori con demerito per non aver voluto tradire l'amica.
- Max Greatorex - Agente di livello superiore dell'MI5, referente di Serena. Il vero cattivo del romanzo, è invidioso della felicità e del talento di Tom. Quando capisce che Serena lo ama, decide di distruggerne la carriera, rivelando le trama dell'MI5, a costo di esserne a sua volta licenziato.

## Trama

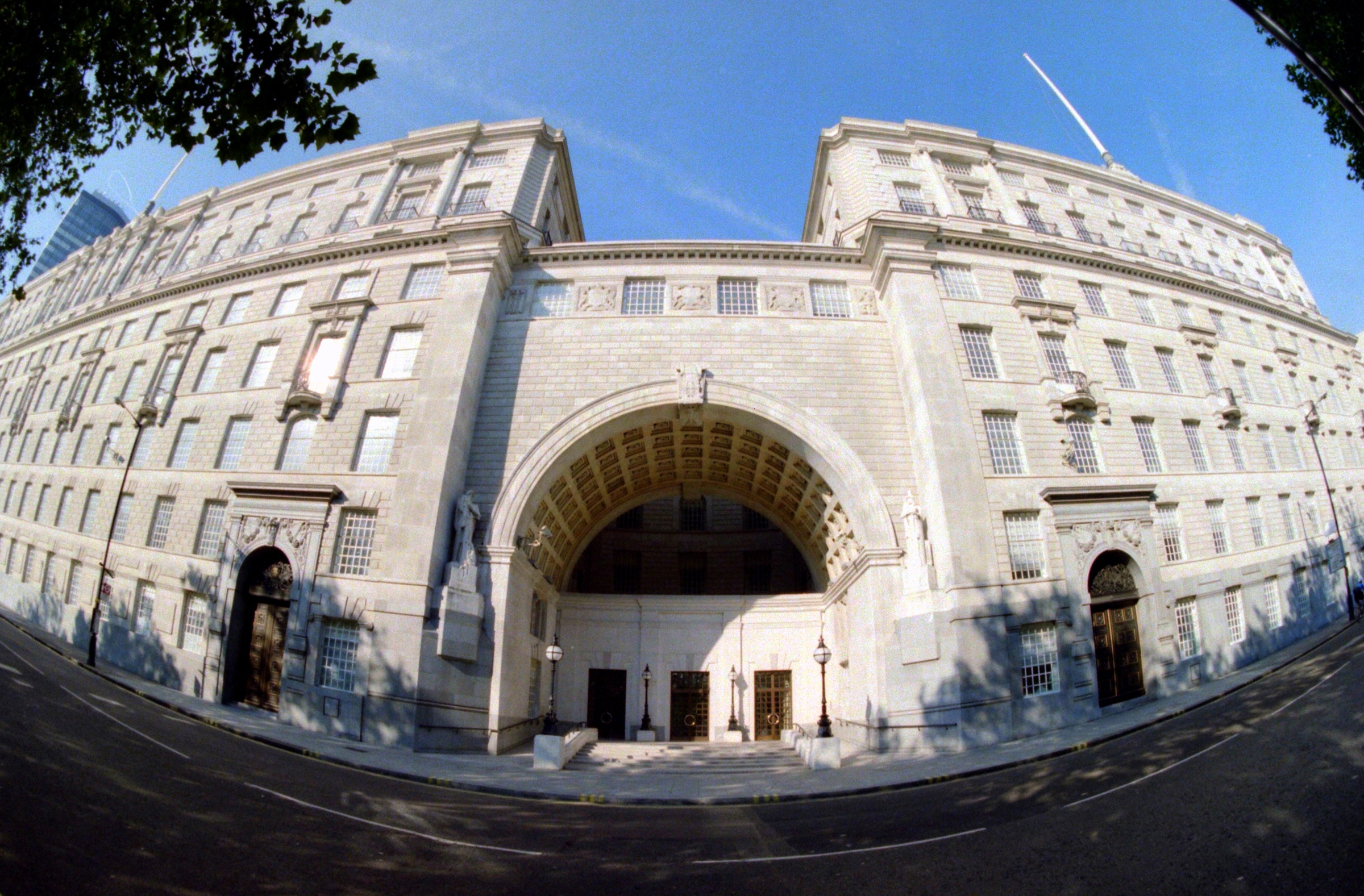
Il palazzo dell'MI5, il ramo più noto dei servizi segreti britannici

La storia inizia nei primi mesi del 1970 in Inghilterra. Serena Frome (fa rima con "plume"), la figlia di un vescovo anglicano, mostra un talento per la matematica e viene ammessa all'Università di Cambridge. Lei avrebbe voluto iscriversi a lettere, ma la madre la costringe a studiare matematica. Una laurea con voti mediocri premia comunque i suoi sforzi; il professor Tony Canning, di quarant'anni più anziano di lei, la sceglie come amante e la introduce nell'ambiente del MI5. Qui il lavoro è di basso livello, ma Serena ha la possibilità di partecipare a un nuovo programma segreto - nome in codice "Sweet Tooth" - (tradotto Miele, anche se in realtà significa una forte ghiottoneria, soprattutto per i dolci). Per contrastare la propaganda comunista durante la guerra fredda, l'agenzia vuole offrire assistenza finanziaria a giovani scrittori, accademici e giornalisti che abbiano un indirizzo antisovietico. A Serena, avida lettrice, viene affidato il compito di vagliare la produzione di un giovane scrittore, Thomas Haley. Serena è immediatamente presa dai racconti pubblicati da Haley. Lo raggiunge presso l'Università del Sussex per offrirgli una borsa di studio dall'immaginaria Fondazione Freedom International. Ben presto i due iniziano una storia d'amore, ma le cose a poco a poco si complicano. Serena scopre che il professor Canning (che, a quanto pare, ha interrotto la loro relazione solo perché sapeva che stava morendo di cancro) era in realtà una spia sovietica, e lei è stata assunta dal MI5 perché l'agenzia ha voluto tenere d'occhio Canning attraverso la sua protetta. Il primo romanzo di Haley ottiene un grande successo di critica, i due ragazzi sembrano innamorati e tutto procede per il meglio. Fino a quando un collega di Serena, rifiutato, svela la trama della Fondazione, svergognando sulla stampa il giovane scrittore e la sua amante, che lavora per i servizi segreti. L'intero programma Sweet Tooth è minacciato, Serena perde il lavoro ed è certa di aver perso anche l'amore di Haley ma... con un colpo di teatro, McEwan ribalta completamente la scena, lasciando aperto uno spiraglio per il lieto fine.

## Critica
(Livia Manera, Corriere della Sera)
(Antonio D'Orrico, Sette)
(Roberto Bertinetti, Il Messaggero)
- In Inghilterra il libro ha avuto recensioni contrastanti: Julie Myerson del The Observer apprezza la "Matrioska" di strati multipli del romanzo, e il suo "acuto strappo emozionale." Dichiara di avere diverse riserve sullo sviluppo del romanzo, ma alla fine dice di essersi "commossa quasi alle lacrime"[5]. Lucy Kellaway del Financial Times pur criticando la frammentarietà generata dalle tante "storie nella storia" - i racconti che lo scrittore Haley pubblica e vengono riportati in sommari da Serena, mano a mano che li legge - ne comprende l'importanza "per la definizione del mestiere di scrittore"[6]. Benjamin Errett, per il National Post, sottolineando che le due linee di sviluppo del romanzo - letteratura e spionaggio - si mescolano perfettamente, alludendo al gioco di specchi creato da McEwan sostiene che Miele avrebbe soddisfatto i gusti di entrambi i critici: Serena e Tom[7].
- Le recensioni internazionali sono più critiche: per il The Daily Telegraph, Catherine Taylor considera Serena "un po' troppo credulona" e in generale il lavoro di McEwan su questo testo un po' superficiale e privo di quel sadismo intenzionale che caratterizza altre sue opere.[8]. The Economist è ancora più feroce: mancanza diprofondità, superficialità, "è difficile immedesimarsi con gli eroi di questo racconto, tutte nozioni e poca profondità"[9]. James Lasdun di The Guardian trova che il personaggio di Serena, che ha aperto molte questioni epocali, finisca per non risolverne nessuna, scivolando nel finale del libro in una dimensione sentimentale che ci fa chiedere "a che scopo tutto questo"[10].

## Interviste
- Lo stesso McEwan - in una recente intervista, parlando del nuovo libro che stava per uscire - ha dichiarato: "Nei miei romanzi amo perdermi. Da tempo mi interessavo all'affare Encounter (Stephen Spender rassegnò le dimissioni da direttore della rivista letteraria Encounter nel '67, dopo che era emerso che era segretamente finanziata dalla CIA) chiedendomi se ci fosse materiale per me; terminato Chesil Beach (romanzo), che è ambientato nei primi anni 60, ho pensato: prima o poi dovrò scrivere dell'Inghilterra dei 70. "L'aspetto straordinario della guerra fredda culturale era che la CIA, in particolare, investì milioni di dollari in attività estremamente degne, come per esempio un festival di musica atonale a Parigi nel 50. L'idea era convincere gli intellettuali europei di sinistra che l'Occidente era meglio, e che l'America non era un paese vacuo e materialista. E se uno pensa agli orrori prodotti dal regime sovietico, si dice: perché no? Ma pensa anche: perché farlo di nascosto? Perché il governo americano non si limitava a usare il National Endowment for the Arts o qualche altra agenzia culturale? Non li ha mai sfiorati il pensiero che la segretezza non fosse necessaria".[11].
- "Visto che parliamo della storia devo dire che ho incominciato credendo moltissimo nel romanzo esistenziale, in cui la storia non esisteva, né doveva avere alcun ruolo. E poi, via via, mi sono abbandonato alla presenza della storia nei romanzi. Passando da un inizio in cui credevo che il romanzo dovesse vivere al di fuori dei tempi e dei luoghi del nostro passato, sono arrivato a ritenere che, invece, la specificità del romanzo dovesse essere ben collocata sia nel tempo che nei luoghi, anche avendo ben presente la nostra coscienza comune della storia. Questo, direi, è il modo principale in cui si è evoluta la mia scrittura"[12].
- Nel libro si parla molto del clima degli anni '70, in particolare a Londra: un periodo di formazione per l'autore: - "Mai divertito tanto in vita mia", dice McEwan con un sorriso appassionato. "Non avere un lavoro, fare la vita dello scrittore a tempo pieno, era facilissimo. Avevo un appartamento enorme nel sud di Londra che mi costava 3 sterline a settimana. Un articolo per il supplemento letterario del Times di qua, un pezzetto per Radio Times di là, e riuscivo a pagare l'affitto, comprarmi qualche libro, andare alla lavanderia a gettoni una volta alla settimana. Non c'erano macchine di cui tutti avessero bisogno, eccetto l'hi-fi. E non mi sentivo affatto povero. A rischio di sembrare Virginia Woolf, posso dire che campavo tranquillamente con 700 sterline l'anno". "Oh, le crisi non mi turbavano affatto. Non possedevo nulla. Non avevo nulla da perdere. Ero irrequieto, eccitato e un po' spericolato. Ricordo quando lessi La peste di Londra di Daniel Defoe. Amavo l'idea di una città sprofondata nel caos. Nel libro c'era una frase: "Uscimmo a piedi da Londra camminando verso nord per non avere il sole in faccia". E io pensavo: ecco cos'è la vera libertà. Il mio pensiero era un po' "vada come vada""[13].

## Edizioni
- Ian McEwan, Miele, traduzione di Maurizia Balmelli, prima edizione, collana Supercoralli, Torino, Einaudi, 2012,  p. 351, ISBN 88-06-21405-5.